# Алендејл (Њу Џерзи)
Алендејл (енгл. Allendale) град је у америчкој савезној држави Њу Џерзи.

## Демографија
По попису из 2010. године број становника је 6.505, што је 194 (-2,9%) становника мање него 2000. године.
| Група             | 2000.         | 2010.         |
| Белци             | 6.049 (90,3%) | 5.450 (83,8%) |
| Афроамериканци    | 26 (0,4%)     | 33 (0,5%)     |
| Азијати           | 408 (6,1%)    | 627 (9,6%)    |
| Хиспаноамериканци | 170 (2,5%)    | 304 (4,7%)    |
| Укупно            | 6.699         | 6.505         |